# مارسيل هيرتسوغ
مارسيل هيرتسوغ (28 يونيو 1980 بفينترتور في سويسرا - ) هو لاعب كرة قدم سويسري في مركز حراسة المرمى. لعب مع نادي بازل ونادي دويسبورغ ونادي سانت غالن ونادي شافهاوزن وFC Concordia Basel ‏.

## وصلات خارجية
- مارسيل هيرتسوغ على موقع قاعدة بيانات كرة القدم.إي يو (الإنجليزية)
- مارسيل هيرتسوغ على موقع بيانات كرة القدم. دي إي (الألمانية)
- مارسيل هيرتسوغ على موقع Soccerway.com (الإنجليزية)
- مارسيل هيرتسوغ على موقع AS.com (الإسبانية)